# Ludvig Faddejev
Ludvig Dmitrijevitj Faddejev (russisk: Людвиг Дмитриевич Фаддеев, tr. Ljudvig Dmitrijevitj Faddejev; født 23. marts 1934 i Leningrad, Sovjetunionen, død 26. februar 2017 samme sted) var en russisk teoretisk fysiker og matematiker, der er mest kendt for opdagelsen af Faddejev-Popov-spøgelser (med Viktor Popov) og Faddejevligningerne. Hans arbejde førte til opfindelsen af kvantegrupper.
Faddejev blev født i Leningrad og gik på Leningrad Statsuniversitet og fik i 1959 sin ph.d. for afhandlingen med titlen Properties of S-Matrix for the Scattering on a Local Potential under vejledning af Olga Ladysjenskaja og Vladimir Fok.

## Hæder og priser
Faddejev har været medlem af Det russiske videnskabsakademi siden 1976 såvel som af en række udenlandske akademier; herunder United States National Academy of Sciences og Académie des sciences.  Han har modtaget Sovjetunionens statspris (1971), Dannie-Heineman-prisen for matematisk fysik (1975), Diracmedaljen (1990), Demidovprisen (2002) og Den russiske føderations statspris (1995, 2004), Henri Poincaré-prisen (2006) og Shawprisen (2008). Han ledte Den internationale matematiske union fra 1986 til 1990.